# Peugeot Type 1
De Peugeot Type 1 is de allereerste wagen van het Franse automerk Peugeot. De stoomdriewieler beschikte over 4 tot 6 pk waarmee de topsnelheid rond 25 km/u ligt.
Toen Armand Peugeot vier prototypes van deze wagen voorstelde tijdens de Wereldtentoonstelling van 1889, ontdekte hij de zuigermotor op benzine van Gottlieb Daimler. Hij besloot om met deze uitvinding zijn eerste quadricycle te ontwikkelen, de Peugeot Type 2.
In productie: 208 · e-208 · 301· 308 · 508 · 1007 · 2008 · 3008 · 5008 · Boxer · Expert · Partner

Niet meer geproduceerd: 104 · 106 · 107 · 108 · 
201 · 202 ·
203 · 204 ·
205 ·
206 · 206 CC ·
207 · 207 CC ·
301 · 302 ·
304 · 305 · 306 · 307 · 309 · 
401 · 402 · 
403 · 404 · 405 · 406 · 407 · 4007 ·
504 · 505 · 
604 · 605 · 607 · 
806 · 807 · iOn · 
J4 · J5 · J7 · J9 · Bipper ·
D3A · D4A · RCZ

Prototypes: 907 · 908 RC · 916 · Proxima · Oxia · EX1 · e-Legend

Historische modellen: Type 1 · Type 2 · Type 3 · Type 4 · Type 5